# Květen 1968 (Miró)
Květen 1968 je malba Joana Miróa, kterou vytvořil v letech 1968 až 1973, a která je součástí sbírky Fundació Joan Miró v Barceloně.

## Popis
Miró namaloval 200 × 200 centimetrů velké dílo akrylovými a olejovými barvami na plátno. Na bílém pozadí jsou barevné plochy v barvách typických pro toto tvůrčí období: modré, červené, zelené, žluté a oranžové. Plochy překrývají silné černé čáry a velký černý bod.
Tato malba byla součástí výstavy pořádané k 75. narozeninám umělce, která byla prezentována v Fundació Maeght, Fundació Joan Miró, barcelonské katedrále a v Haus der Kunst v Mnichově.

## Historický kontext
Na jaře roku 1968 vyvolali studenti pařížské Sorbonny a univerzity v Nanterre nepokoje, při nichž se dožadovali zlepšení podmínek vysokoškolského vzdělávání. Tyto protesty se rozšířily do různých vrstev francouzské společnosti a vedly k politickým a ekonomickým reformám. Miró svým obrazem vyjádřil podporu těmto událostem.

## Výstavy (výběr)
| Rok  | Výstava | Místo                         | Město            | Ref. Nr. |
| ---- | ------- | ----------------------------- | ---------------- | -------- |
| 1974 |         | Grand Palais                  | Paříž            | Nr. 185  |
| 1975 |         | Fundació Joan Miró            | Barcelona        | Nr. 82   |
| 1978 |         | Museo Español de Arte Moderno | Madrid           | Nr. 84   |
| 1979 |         | Orsanmichele                  | Florencie        | Nr. 40   |
| 1980 |         | Museo de Arte Moderno         | Ciudad de México | Nr. 61.  |
| 1985 |         | Palazzo dei Diamanti          | Ferrara          | núm. 12  |